# Elatostema angulosum
Elatostema angulosum är en nässelväxtart som beskrevs av Wen Tsai Wang. Elatostema angulosum ingår i släktet Elatostema och familjen nässelväxter. Inga underarter finns listade i Catalogue of Life.